# Тоомас Ківісілд
Тоомас Ківісілд (ест. Toomas Kivisild; *11 серпня 1969, Тапа) — естонський генетик.

## Біографія
Тоомас Ківісілд народився 11 серпня 1969 року в Тапі. Закінчив аспірантуру Тартуського університету в 2000 році. Викладає в Кембриджському університеті на кафедрі біологічної антропології.

## Науковий внесок
Дослідження присвячені  еволюції людини та еволюційній популяційній генетиці, з особливою увагою до питань, що стосуються процесів, які впливають на глобальну генетичну структуру популяції людини, таких як природний добір алелів генів, міграції, асиміляція. Ківісілд бере участь у геномному проекті Ефіопії, вивченні історії мисливців-збирачів Мадагаскару, генетичній історії населення Вогняної Землі. Також він досліджує генетичні основи мінливості пігментації шкіри людини, гірської мінливості людини, генетичні механізми адаптацій до холодних умов.
З 1999 року вивчав генетичну структуру і походження населення Індії.
У ході дослідження генетичних особливостей населення Ефіопії Ківісілд встановив, що значна кількість алелей генів частини сучасних ефіопів має поза-африканське походження, а саме з території сучасних Ізраїлю та Сирії. Розраховано, що ці алелі розповсюдилися в Ефіопії близько 3000 років тому. Цікаво, що це відкриття перекликається з ефіопськими легендами, які виводять походження власної держави від сина легендарної цариці Савської та біблійного Соломона.
Ківісілд досліджував походження популяції австралійських аборигенів за допомогою методів палеогенетики і популяційної генетики, обґрунтувавши походження австралійської популяції від африканських предків, всупереч гіпотезам про частковий генетичний слід східно-азійських гомінід.
За його участі у 2015 році визначений основний шлях міграції людини розумної з Африки через Єгипет, а не через Ефіопію та Аравію, як вважалося раніше.
Ківісілд брав участь у широкому дослідженні Y-хромосоми людини, яке показало, що генетичне різноманіття чоловіків значно знизилося між II та VI тисячоліттями до н. е., що пов'язують зі зниженням впливу природного добору на користь майнових і владних відносин. 

### Організаційна робота
Співорганізатор конференції Європейської організації молекулярної біології з еволюційної геноміки людини.
Є скарбником Естонського товариства Кембриджського університету.

## Публікації
Опублікував більше 120 наукових статей. Індекс Гірша Ківісілда за версією Scopus станом на квітень 2018 року дорівнює 54.
Також є одним зі співавторів підручника «Еволюційна генетика людини» (англ. Human Evolutionary Genetics, 2013) разом з Марком Джоблінгом (англ. Mark Jobling), Едвардом Голлоксом (англ. Edward Hollox) і  Метью Гьорлсом (англ. Matthew Hurles).
- 1999a. "Deep common ancestry of Indian and western-Eurasian mitochondrial DNA lineages"
- 1999b. "The Place of the Indian mtDNA Variants in the Global Network of Maternal Lineages and the Peopling of the Old World"  [Архівовано 3 березня 2016 у Wayback Machine.]
- 2000a. "Індійський предок: ключ до розуміння людського різноманіття в Європі і поза нею"  [Архівовано 19 лютого 2006 у Wayback Machine.]
- 2000b. "Походження південно- та західноєвропейського населення: дослідження мітохондріальної ДНК"  [Архівовано 3 березня 2016 у Wayback Machine.]
- 2003a. "Генетика мови та поширення фермерства в Індії"  [Архівовано 19 лютого 2006 у Wayback Machine.]
- 2003b. "The Genetic Heritage of the Earliest Settlers Persists Both in Indian Tribal and Caste Populations" ,  [Архівовано 27 червня 2007 у Wayback Machine.]
- The emerging limbs and twigs of the East Asian mtDNA tree. [недоступне посилання з травня 2019]  [Архівовано 18 червня 2009 у Wayback Machine.]
- Ethiopian mtDNA heritage. doi:10.1086/425161 PMID 15457403
- Mait, Metspalu; Kivisild, Toomas et al. Most of the extant mtDNA boundaries in South and Southwest Asia were likely shaped during the initial settlement of Eurasia by anatomically modern humans. — 2004. Архівовано з джерела 16 липня 2015. Процитовано 24 червня 2015.
- 2005a. Different population histories of the Mundari- and Mon-Khmer-speaking Austro-Asiatic tribes inferred from the mtDNA 9-bp deletion/insertion polymorphism in Indian populations [недоступне посилання]
- 2005b. Реконструкція походження острів'ян. Андаману
- 2005c. Сліди походження сучасної людини.  [Архівовано 25 червня 2006 у Wayback Machine.]
- 2006a. Response to Comment on‘‘Reconstructing the Origin of Andaman Islanders’’  [Архівовано 1 жовтня 2007 у Wayback Machine.]
- 2006b. Sahoo, S.; Kivisild, T et al. A prehistory of Indian Y chromosomes: Evaluating demic diffusion scenarios. — 2006. Архівовано з джерела 12 травня 2008. Процитовано 24 червня 2015.
- 2006c. Роль селекції в еволюції людського мітохондріального геному.  [Архівовано 24 грудня 2010 у Wayback Machine.]
- 2007. Peopling of South Asia: investigating the caste-tribe continuum in India [недоступне посилання з травня 2019]
- 2007. Revealing the prehistoric settlement of Australia by Y chromosome and mtDNA analysis [Архівовано 19 листопада 2007 у Wayback Machine.]